# Девід Фолкнер
Девід Фолкнер  (англ. David Faulkner, 10 вересня 1963) — британський хокеїст на траві, олімпійський чемпіон.

## Виступи на Олімпіадах
| Олімпіада | Дисципліна     | Місце |
| --------- | -------------- | ----- |
| Сеул 1988 | хокей на траві | 1     |